# پارک هوایی ریج لندینگ
 پارک هوایی ریج لندینگ (به انگلیسی: Ridge Landing Airpark) یک فرودگاه خصوصی است که یک باند فرود آسفالت دارد و طول باند آن ۹۱۴ متر است. این فرودگاه در کشور ایالات متحده آمریکا قرار دارد و در ارتفاع ۴۳ متری از سطح دریا واقع شده است.